# Stamboom Hendrik van Nassau-Breda (1483-1538)
| Stamboom Hendrik van Nassau-Breda (1483-1538) | Stamboom Hendrik van Nassau-Breda (1483-1538)                                          | Stamboom Hendrik van Nassau-Breda (1483-1538)                                          | Stamboom Hendrik van Nassau-Breda (1483-1538)                                          | Stamboom Hendrik van Nassau-Breda (1483-1538)                                     | Stamboom Hendrik van Nassau-Breda (1483-1538)                                     | Stamboom Hendrik van Nassau-Breda (1483-1538)                                     |
| --------------------------------------------- | -------------------------------------------------------------------------------------- | -------------------------------------------------------------------------------------- | -------------------------------------------------------------------------------------- | --------------------------------------------------------------------------------- | --------------------------------------------------------------------------------- | --------------------------------------------------------------------------------- |
| Grootouders                                   | Johan IV van Nassau-Dillenburg (1410-1475) x 1440 Maria van Loon-Heinsberg (1424-1502) | Johan IV van Nassau-Dillenburg (1410-1475) x 1440 Maria van Loon-Heinsberg (1424-1502) | Johan IV van Nassau-Dillenburg (1410-1475) x 1440 Maria van Loon-Heinsberg (1424-1502) | Hendrik van Hessen x Anna van Katzenelnbogen                                      | Hendrik van Hessen x Anna van Katzenelnbogen                                      | Hendrik van Hessen x Anna van Katzenelnbogen                                      |
| Ouders                                        | Johan V van Nassau-Dillenburg (1455-1516) x 1482 Elisabeth van Hessen (1466-1523)      | Johan V van Nassau-Dillenburg (1455-1516) x 1482 Elisabeth van Hessen (1466-1523)      | Johan V van Nassau-Dillenburg (1455-1516) x 1482 Elisabeth van Hessen (1466-1523)      | Johan V van Nassau-Dillenburg (1455-1516) x 1482 Elisabeth van Hessen (1466-1523) | Johan V van Nassau-Dillenburg (1455-1516) x 1482 Elisabeth van Hessen (1466-1523) | Johan V van Nassau-Dillenburg (1455-1516) x 1482 Elisabeth van Hessen (1466-1523) |
| Hendrik III (1483-1538)                       |                                                                                        |                                                                                        |                                                                                        |                                                                                   |                                                                                   |                                                                                   |
| Gehuwd met                                    | x 1503 Françoise Louise van Savoye (?-1511)                                            | x 1503 Françoise Louise van Savoye (?-1511)                                            | x 1515 Claudia van Chalon (1498-1521)                                                  | x 1515 Claudia van Chalon (1498-1521)                                             | x 1524 Mencia de Mendoça y Foinseca                                               | x 1524 Mencia de Mendoça y Foinseca                                               |
| Kinderen                                      | ?                                                                                      | ?                                                                                      | René van Chalon (1519-1544) x 1540 Anna van Lotharingen (1522-1568)                    | René van Chalon (1519-1544) x 1540 Anna van Lotharingen (1522-1568)               | ?                                                                                 | ?                                                                                 |
| Kleinkinderen                                 | ?                                                                                      | ?                                                                                      | Maria van Chalon (1544?)                                                               | Maria van Chalon (1544?)                                                          | ?                                                                                 | ?                                                                                 |